# Lénártói meteorit
A Lénártó egy, a királyi Magyarországon talált vasmeteorit nemzetközi neve. Sáros vármegyében, Lénártó mellett találták 1814-ben. Ékezet nélkül Lenarto néven is szerepel az irodalomban.

## A vasmeteorit megtalálása
Bártfa közelében, Lénártó község határában találták az erdőben, ahol fémes fénye alapján fedezte fel egy juhász. A 108,6 kilogramm tömegű vastestet a környék földesurához szállították. A földesúr, Kapy József emlékül levágatott magának belőle egy kis darabot, aztán Sennowitz Mátyás eperjesi tanárnak adta, aki aztán a Magyar Nemzeti Múzeumnak küldte be.
A Lénártó IIIA típusú vasmeteorit.

## Külső hivatkozások
- Nemesgázok a Magura vasmeteoritban.
- A magyarországi meteoritok listája.
- A lénártói meteoritről a Természettudományi Múzeum adatbáziásban.